# Acrodactyla zekhem
Acrodactyla zekhem là một loài tò vò trong họ Ichneumonidae.